# Prosopocera pallida
Prosopocera pallida är en skalbaggsart som först beskrevs av Thomson 1858.  Prosopocera pallida ingår i släktet Prosopocera och familjen långhorningar.
Artens utbredningsområde är:
- Gabon.
- Nigeria.

Inga underarter finns listade i Catalogue of Life.